# La magica avventura di Gatto Fantasio
La magica avventura di Gatto Fantasio è il primo romanzo per bambini della scrittrice italiana Moony Witcher della saga di Gatto Fantasio, uscito nel 2008.

## Trama
Il romanzo ha come protagonista Gatto Fantasio, un felino un po' particolare, dal pelo fucsia, la coda striata di nero e con dei grossi occhiali, che riesce a trasportare chiunque nel mondo di Micionia e che scopre l'inventiventore e la Gemma Felina, gli elementi principali delle sue avventure.

## Edizioni
- Moony Witcher, La magica avventura di Gatto Fantasio, prima, Giunti, 2008,  p. 188.